# Stella Glow
Stella Glow est un jeu vidéo de type tactical RPG développé par Imageepoch et sorti en 2015 sur Nintendo 3DS.

## Système de jeu
Le jeu se base avec un système de tour par tour particulier, chaque unité (personnage, alliés ou ennemi) possède une vitesse qui définit à quel moment ce sera son tour de jouer, il est possible de voir quels sont les prochaines unités qui vont jouer. Il existe trois types d'unités, celles que vous pouvez contrôler (les personnages de l'histoire), les ennemis, et les alliés (ils sont dans vôtre camp et vous aident, mais agissent sans vous).

### Les actions pendant les tours
Lorsque vient le tour d'une unité elle a deux possibilité, se déplacer (move) sans faire d'action, se déplacer puis faire une action (attack, skills, items...), juste faire une action ou faire une action puis se déplacer. à la fin de son tour, une unité doit choisir dans quel angle elle s'oriente, ce système est très stratégique car dans ce jeu encaisser une attaque de dos inflige des dégâts supplémentaires.

### Les compétences (skills)
Chaque unité, possède des compétences (skills), qu'ils peuvent utiliser en consommant des SP, chaque unité en possède, les personnages contrôlables en obtiennent parfois de nouvelles lorsqu'elles passent au niveau supérieur. Chaque personnage en possède des différentes (chaque skill possède une animation 3D différente, sauf pour certains).

## Accueil
- Game Revolution : 3/5[1]

- Stella Glow Wikia